# James Bovard
Pour les articles homonymes, voir Bovard.
James Bovard (22 juillet 1956 à Ames dans l'Iowa) est un auteur libertarien américain.